# Yak-141 (航空機)
Yak-141（Як-141）
Yak-141
モニノ空軍博物館の展示機
- 用途：垂直離着陸艦上戦闘機
- 分類：垂直離着陸機
- 製造者：ヤコブレフ設計局
- 運用者： ソビエト連邦（ソ連海軍）
- 初飛行：1987年3月9日
- 生産数：4 機（試作機）
- 運用状況：計画中止

Yak-141（ISO表記:Jak-141、ロシア語:Як-141ヤーク・ストー・ソラーク・アヂーン）は、ソビエト連邦およびロシア連邦で開発された超音速VTOL戦闘機である。北大西洋条約機構(NATO)によるNATOコードネームは「フリースタイル (Freestyle)」。
一応は開発に成功したものの能力不足の甚だしかったYak-38の後継機として、同機種に引き続きヤコヴレフ設計局によってキエフ級重航空巡洋艦への搭載機として開発された。
当初の名称は「Yak-41」であったが、西側諸国に存在が知られた際に機体に描かれていた「141」という番号から「Yak-141」と認識されてその名称で有名になったため、後にそれに合わせる形で改名されたものである。

## 開発
開発計画は1971年に開始され、1975年から正式に作業が開始された。Yak-38の改修作業のために本格的な開発作業は大幅に遅れ、計画が実働したのは1970年代の末に入ってのことである。
1987年3月9日に初飛行が行われ、1989年12月29日にはホバリングに成功した。以後開発は順調に進み、世界で最初の実用型超音速VTOL機となることが期待されたが、ソ連の崩壊により開発は中断を余儀なくされ、キエフ級の退役と1991年の事故による試作2号機の損失や、冷戦終結による世界規模の軍縮とロシアの財政難による予算不足から計画は再開されず、今後も量産される予定がないことから中止されたものと看做されている。

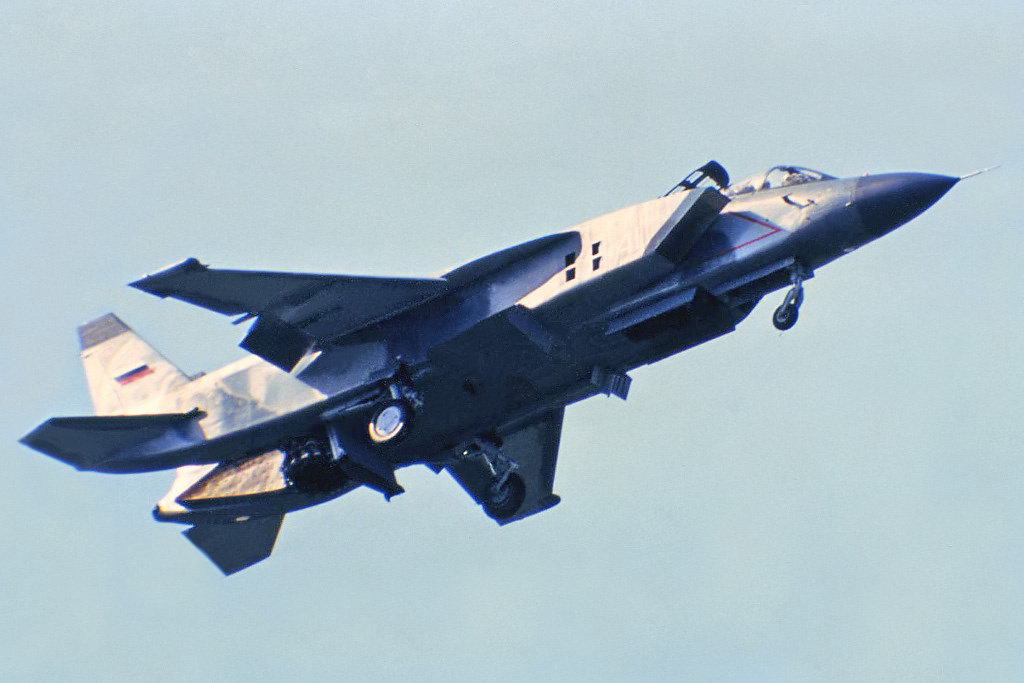
ホバリング中のYak-141（1992年ファーンボロー国際航空ショーでの展示飛行）

1992年の英国ファーンボロ航空ショーに出展されたものの、財政破綻のためデモ飛行のための燃料すら捻出することができず、1度飛行したのみに終わった。一方、平行して開発の進められていたSu-27とMiG-29の艦上戦闘機型は、それぞれSu-33、MiG-29Kとして完成している。
2017年7月18日、MAKS-2017において当時の国防次官のユーリー・ボリソフは将来空母向けに国防省の計画として、短距離離着陸と、垂直離着陸が可能な将来航空機の作成を検討しているとしたうえで、それは中止されたヤコブレフのラインになると発言して開発再開を示唆したが、後に否定した。

## 機体

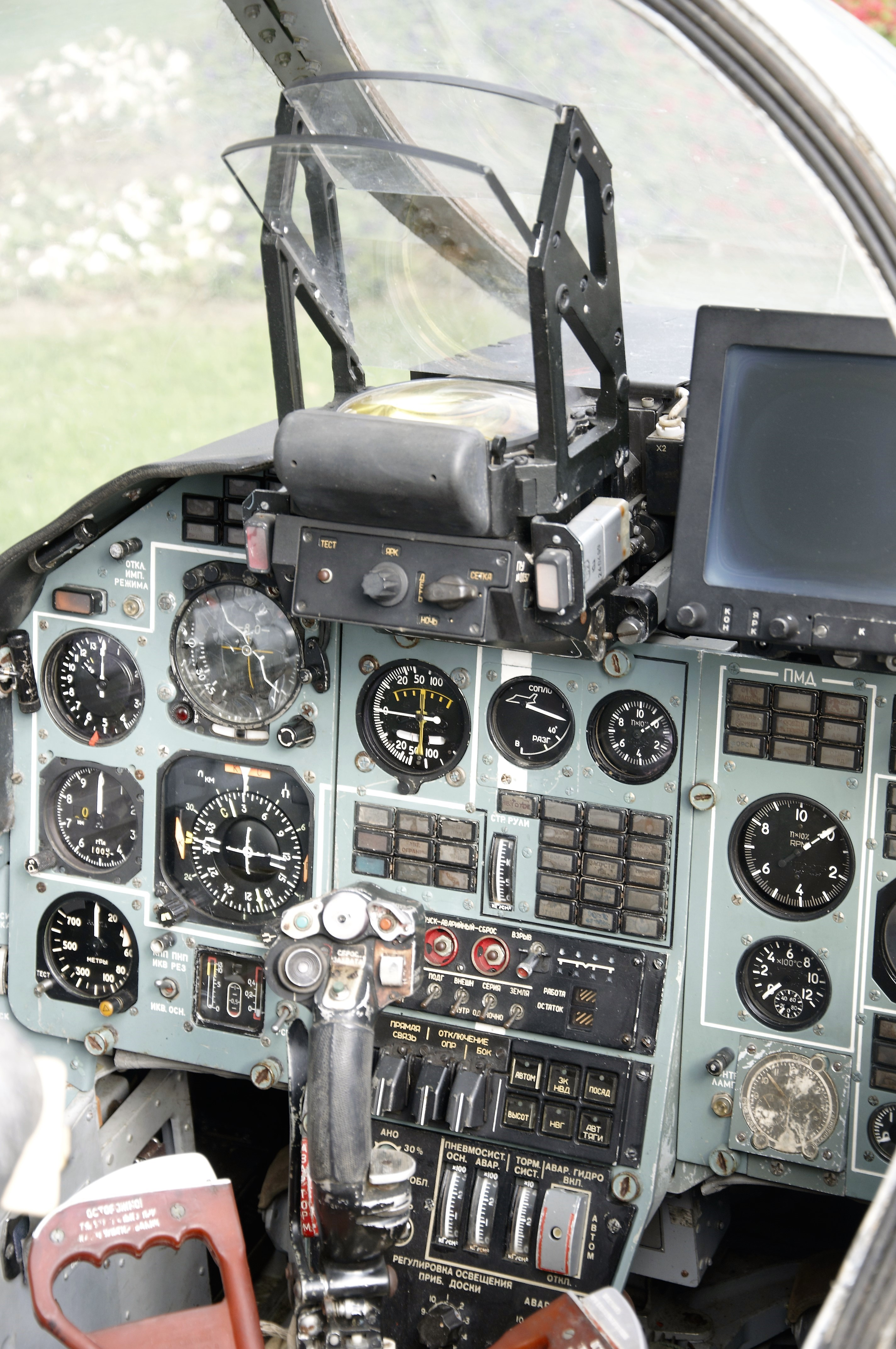
コックピット

Yak-141のVTOL方式はYak-38と同じく、リフトエンジンと方向可変ノズルを組み合わせる方式である。コックピットの直後にRD-41リフトエンジン2基を搭載し、さらにその後方にメイン・エンジンとしてジンバル式の可変機構を持つ可変推力ノズルとアフターバーナーが装備されたR-79V-300を1基を搭載する。リフトエンジンは水平飛行の際には単なる死重（デッドウェイト）となるが、RD-41は推力4,100kgに対し重量290kgで推力重量比は14に達しており、機体全体の空虚重量も11,650kgと後のF-35B(13,888kg)と比較して軽量であった。
試作機はアビオニクスを搭載していなかったが量産型ではMiG-29Mに搭載されたジュークレーダーを含むS-41M武器システム、IRST、航法システムなど搭載する予定であった。
Yak-141はペイロード、飛行高度、上昇率などで12の世界記録を更新している。

## F-35Bとの関係について
Yak-141とF-35について大規模な取引があったという誤報に基づいた情報がネットに存在している。実際に1991年末にロッキードが統合打撃戦闘機計画に関連してヤコブレフと連帯し、1994年にそれを公開しているがCode Oneマガジンによるとロッキードは少量の資金をヤコブレフに提供する見返りとしてYak-141の性能データと制限された設計データを得たが、この時点で3ベアリング回転ノズル(3BSN)は完成してX-35に用いられており、Yak-141を参考にしてF-35Bのノズルが設計された訳ではないとしている（プラット・アンド・ホイットニーではロシアより先行してコンベアモデル200用に1960年代後半より3ベアリング回転ノズル(3BSD)の設計・試験を実施していた）。

## 型式

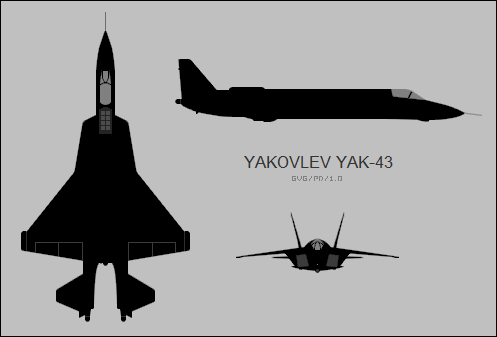
Yak-43の画像
※Yefim Gordonはこの図を初期計画において根本的に再設計されたYak-41Mであるとしている

Yak-41
艦載型VTOL要撃機の試作機。1980年半ばの計画変更により、Yak-41Mに名称変更。
Yak-141/Yak-41M
1980年半ばの計画変更により、戦闘爆撃機として改設計したもの。
Yak-43
より多くの面積を持つブレンデッドウィングボディを特徴とし、機内燃料を増加、各所をステルス性を考慮して改良した。エンジンはクズネツォフ NK-321に換装した。陸上での運用が想定されている。LFIのヤコヴレフ候補機。
Yak-201
Yak-43の更なる発展型。Yak-201として知られるが次世代VTOL航空機(Next-generation VTOL Aircraft) とされている場合もある。17,500kgの上昇/巡航エンジンを搭載し、6,000kgの燃料を含む21,500kgの総重量を持ち、4,200kgの武装(STOL時1,000kg)搭載が想定された。最大航続距離(STOLの場合)は1,000kg積載時の2,400kmだが、2,000kg積載時は900kmに減少するとされた。高度なアビオニクスや新しい武器を統合予定であった。風洞試験モデルではカナードを装備したスリーサーフェス形態で、2基のリフトエンジンと上昇/巡航エンジンを有していた。LFSのヤコヴレフ候補機。

## 展示

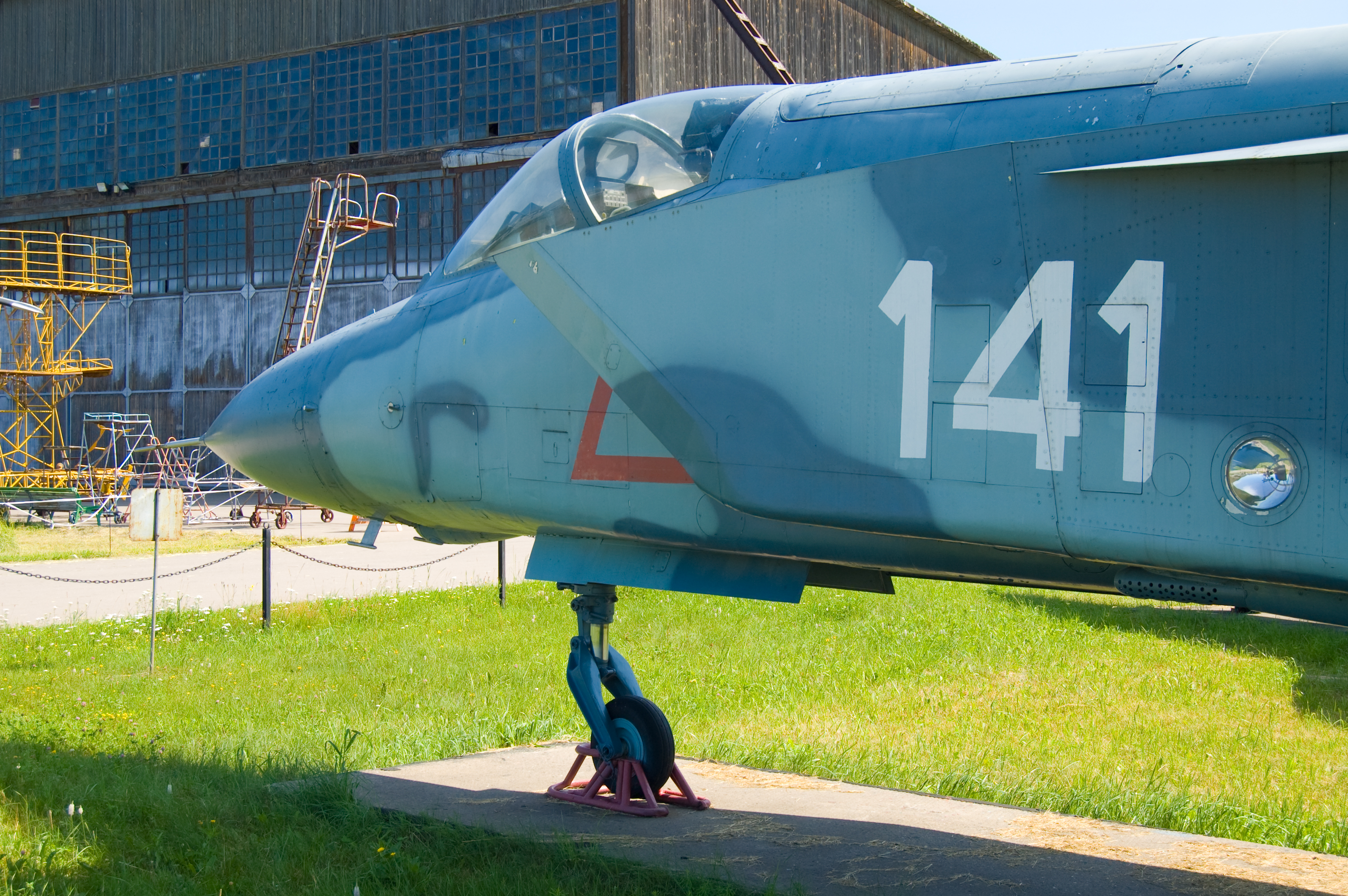
モニノ空軍博物館にて展示されているYak-141の機首。塗装はオリーブ/グレーのカモフラージュ・マーキングに塗られ、前のコールサインの代わりに白で塗装された「141」のコールマークが付けられている。

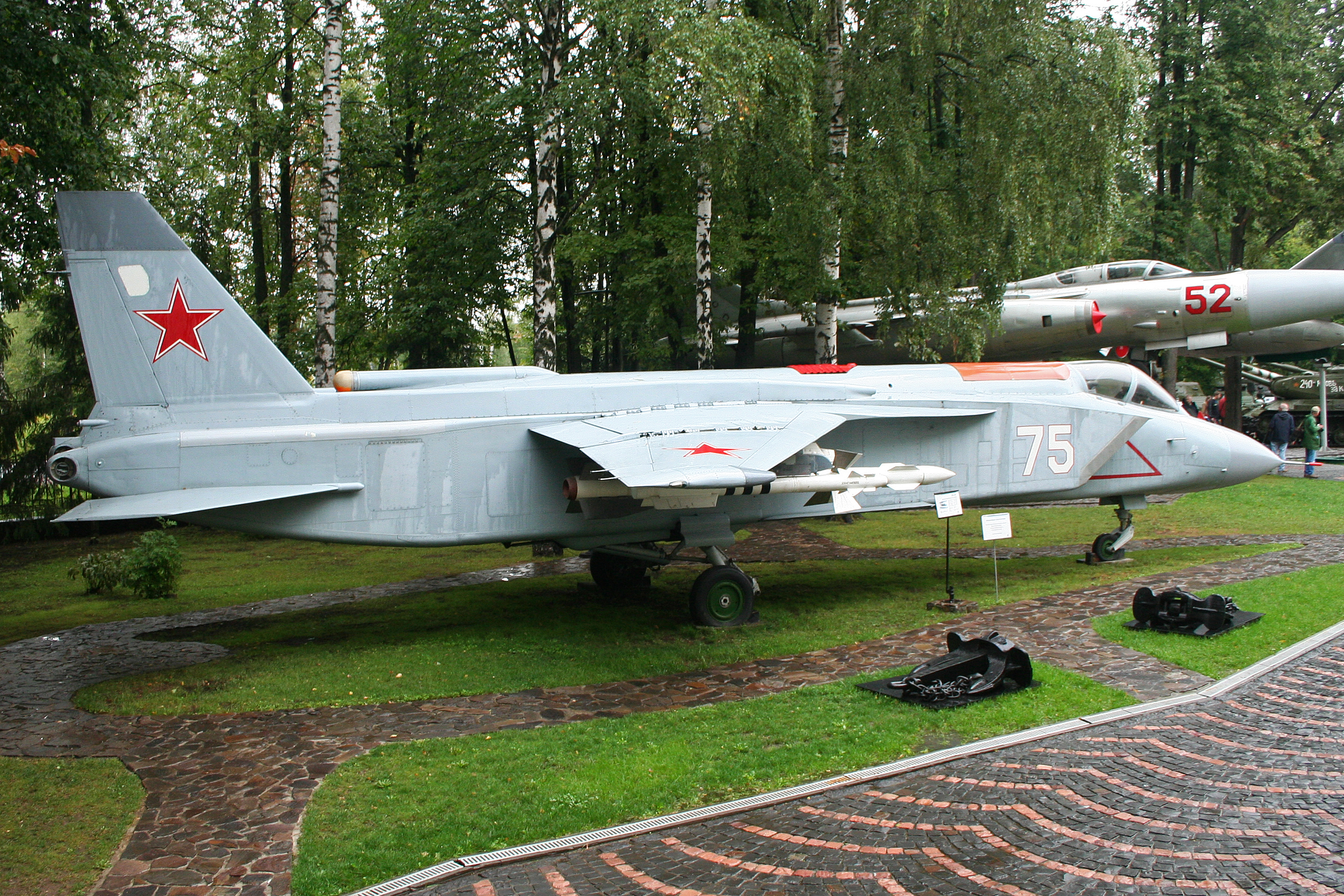
ヴァディムザドロシュニー技術博物館に展示されているYak-141。コールマークはモニノ空軍博物館の展示されている機体のものである「75」に変更されている。

Yak-141（S / N 48-2、コールサイン「75」）
モニノ空軍博物館にて静動展示されておりエンジン基部は外されている。
Yak-141（s / n 48-3、コールサイン「77」）
ヤコブレフOKB博物館(現在はヴァディムザドロシュニー技術博物館)にて静動展示されており、こちらもエンジン基部は外されている。

## 要目
- 全長：18.30 m
- 全幅（翼幅）：10.10 m
- 全高：5.00 m
- 翼面積：31.70 m2
- 最大離陸重量：19,500 kg
- エンジン：

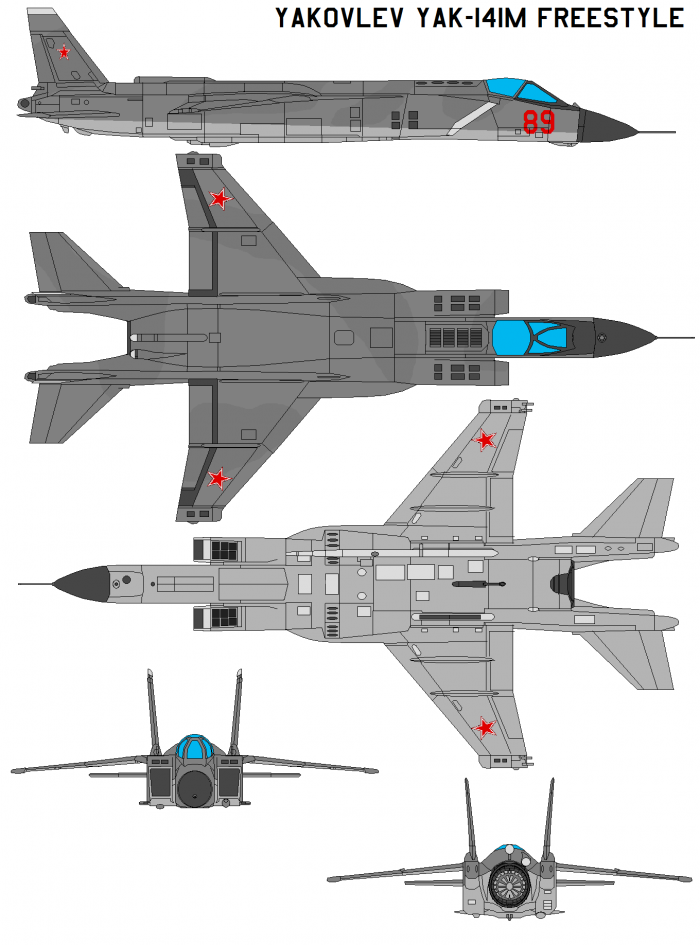
Yak-141の全体図

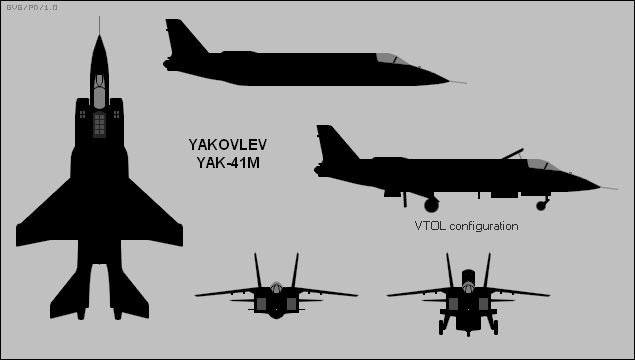
Yak-141 三面図

  - ソユーズ R-79V-300（推進用） 推力(A/B時)15,500 kg ×1
  - リビンスク RD-41（離陸用）推力 4,100 kg ×2
- 最大速度：1,800 km/h
- 航続距離：2,100 km
- 実用上昇限度：15,000 m

- 武装：
  - 固定武装：GSh-30-1 30 mm機関砲 ×1
  - 空対空ミサイル：R-77、R-27、R-73、R-60　各種　最大6 発
  - その他：爆弾、ロケット弾等　最大　1,000 kg（VTOL時）／2,650 kg（STOL時）

## 登場作品
『ウイングウォー』
自機として選べる８種類の機体の一つ。
『エースコンバット2』
敵機として登場し、プレイヤー機としては使用不可能。
『空戦乙女☆ヴァージンストライク』
機体そのものではなく擬人化したYak-141の空乙女が複数登場している。尚、公式広報ツイッター(現在リンク切れ)の担当キャラである「アレーナ」はYak-141の空乙女。
『戦闘国家』
第2作目の「-改-インプルーブド」より隠し機体として登場。VTOL性能を持つが、対地攻撃能力が付与されていない。
『WarThunder』
ソビエト連邦ツリーにプレイヤーが操作することができる機体として、アップデート2.25 "Sky Guardians"で登場。